# Никита Мазепин
Никита Дмитријевич Мазепин (рус. Ники́та Дми́триевич Мазе́пин; Москва, 2. март 1999), руски је аутомобилиста и бивши возач формуле 1, који је последње возио за Хас у сезони 2021, а претходно се такмичио у ФИА Формула 2 шампионату за Хајтек рејсинг.

## Каријера

### Картинг каријера
Мазепин је своју међународну картинг каријеру започео 2011. у Трофеу Андреа Маргути и брзо се попео нагоре, возећи на ЦИК-ФИА Картинг Европском првенству у класи КФ3 у само другој години такмичења. Године 2013. завршио је четврти у категорији КФЈ ВСК Супер Мастер серије, а 2014. године, последње године картинга, Рус је постао вицешампион у светском првенству у картингу иза Ланда Нориса.

### Ниже формуле
Мазепин је дебитовао у тркама аутомобила у МРФ Челенџ Формули 2000 крајем 2014. године, возећи у првом рунди серије и јурећи за своје прво постоље у само својој другој трци у каријери једноседа. Затим је прешао на такмичење у Тојота рејсинг Серики са ЕТЕК моторспорт, где је завршио на 18. месту у табели возача. Рус је након тога возио за Жозефа Кауфмана у трци за Куп Северне Европе у Формули Рено заједно са Луисом Делетразом, Кевином Жоргом и колегом новајлијом Дрисом Вантором. Мазепин је освојио једно постоље са освојеним трећим местом на Ред бул рингу и завршио дванаести у шампионату.

### Европско првенство у Формули 3
Мазепин се такмичио у ФИА Формули 3 Европском првенству 2016. на Великој награди Хајтек. Узео је четири бода и освојио 20. место у шампионату, последњи од свих пријављених на пуно радно време. Након што га је током сесије блокирао Калум Илот, Мазепин се сукобио са другим возачем, током којег је Мазепин ударио Илота у лице, што је резултирало забраном прве трке на састанку Хунгароринг. Сама санкција је била контроверзна, јер је Фритс ван Амерсфорт, шеф Илотовог тима, сматрао да је одлука превише блага и назвао је то "смешном одлуком судија".
Без обзира на то, Мазепин је задржан још једну сезону. Значајно се поправио у односу на своју прву годину, узео је 108 бодова и три пута завршио на подијуму. Завршио је на десетом месту, једно место иза колеге Ралфа Арона.

### ГП3 Серија
Мазепин је 2018. прешао у ГП3 како би се заједно са Калумом Илотом, Џеком Хагесом и коначним шампионом Антоаном Хубертом такмичио за АРТ ГП. Победио је у четири трке, највише од свих возача те године, а завршио је други у шампионату, само 16 бодова иза Хуберта. Штавише, помогао је свом тиму да обезбеди титулу у тимском шампионату.

### ФИА Формула 2 првенство
Године 2019. Мазепин је напредовао до Формуле 2 као партнер Ник де Врису у АРТ Гранд При -у. Његову сезону обележило је изазивање несреће са Нобуром Матушитом у спринтерској трци на Аутодрому у Сочију. Док је његов саиграч освојио првенство, Мазепинов крајњи резултат био је 18. место са 11 бодова.
Године 2020. потписао је за нови Хајтек Гранд При тим у којем ће возити заједно са Италијаном Луком Гиотом. Његово прво је било на Хунгароринг где је био други, пре него што је однео прву победу у Ф2 у Британији. Мазепин је такође победио у дугометражној трци у Муђелу. У последњем кругу ВН Белгије, гурнуо је возача Царлин Моторспорта Јукија Цуноду широм и добио је казну од пет секунди, ускративши му победу.

### Формула 1
Мазепин је 2016. године изабран за тест возача Сахара Форс Индије, а дебитовао је на тесту током сезоне у Силверстону, где је постигао лично најбоље време круга 1:31,561. У тој улози је остао наредне две сезоне, сакупивши 100 кругова на Хунгарорингу 2017. и 51 2018. на истој стази. Следеће године Рус је учествовао за Мерцедес на тесту у Барселони 2019. године, где је надмашио времена на листи са временом 1:15.775.

#### Хас (2021–2022)
Мазепин се придружио Хас Ф1 тиму 2021. године на вишегодишњем уговору, у партнерству са Миком Шумахером. Изабрао је број 9 за свој стални тркачки број. У својој дебитантској трци, Мазепин је испао у првом кругу изгубивши контролу на ивичњаку у трећем завоју. Током Велике награде Португала 2021. Мазепин је кажњен 5 секунди због игнорисања плавих застава и блокирања Серхиа Переза. На Великој награди Белгије 2021. у Спа-Франкошамп-у, која је због јаке кише трајала само два круга иза безбедносног возила, Мазепин је у другом кругу забележио најбржи круг трке.
Мазепин је пропустио финале сезоне у Јас Марини због позитивног ковид теста на дан трке.
Мазепинов отац Дмитриј је руски олигарх близак Владимиру Путину. Када је почела руска инвазија на Украјину 2022. године, Хас је одмах уклонио заставу русије с предњег крила, да би неколико дана касније отпустио и Никиту Мазепина.

## Лични живот
Он је син Дмитрија Мазепина, рускога олигарха блиском Владимиру Путину који је основни акционар и председник компаније „Уралчем интегрејтед кемикалс”.
Мазепин је 9. децембра 2020. објавио инстаграм причу у којој се чинило да неприкладно пипа женске груди. У саопштењу, тим Хас Ф1 је осудио Мазепинове поступке и видео назвао "ужасним". Мазепин је такође упутио извињење, наводећи „Морам да се држим вишег стандарда као возач Формуле 1 и признајем да сам изневерио себе и многе људе“, али је извињење избрисано девет дана касније. У марту 2021. Мазепин је поновио да разуме да су његови поступци погрешни. Жена у видеу бранила је Мазепина и означила његове поступке као шалу између њих двоје. Жена је од тада на својим друштвеним мрежама објавила садржај у којем се наводи „никада им не дозволите да вас поново додирну или да вас поштују“, а њих двоје од тада више не прате једно друго. Контроверза је довела до тога да се хаштаг "#WeSayNoToMazepin" тренд појавио на Твитеру, позивајући на уклањање Мазепина из тима Хас Ф1.

### Комплетни резултати Формуле 1
| Година | Тим                 | Шасија    | Мотор                 | 1       | 2       | 3       | 4       | 5       | 6       | 7       | 8       | 9       | 10      | 11      | 12      | 13      | 14      | 15      | 16      | 17      | 18      | 19      | 20      | 21      | 22      | Вш  | Поени |
| ------ | ------------------- | --------- | --------------------- | ------- | ------- | ------- | ------- | ------- | ------- | ------- | ------- | ------- | ------- | ------- | ------- | ------- | ------- | ------- | ------- | ------- | ------- | ------- | ------- | ------- | ------- | --- | ----- |
| 2021.  | Уралкали Хас Ф1 тим | Хас VF-21 | Ферари 065/6 1.6 V6 t | БАХ Оду | ЕМИ 17. | ПОР 19. | ШПА 19. | МОН 17. | АЗЕ 14. | ФРА 20. | ШТА 18. | АУТ 19. | ВБР 17. | МАЂ Оду | БЕЛ 17. | ХОЛ Оду | ИТА Оду | РУС 18. | ТУР 20. | САД 17. | МЕК 18. | БРА 17. | КАТ 18. | САУ Оду | АБУ ППТ | 21. | 0     |